# Приамурский земский собор
Приаму́рский зе́мский собо́р — съезд белых монархистов во Владивостоке в июле — августе 1922 года, провозгласивший реставрацию династии Романовых на российском престоле. Единственная попытка восстановления монархии в России в период гражданской войны.
С претендентом на престол собор не определился, однако белые силы в Приморье были преобразованы в Земскую рать во главе с земским воеводой Михаилом Константиновичем Дитерихсом, ставшим временным диктатором. На практике реализовать большинство решений Земского собора не удалось. Дитерихс не смог мобилизовать достаточное количество жителей края в Земскую рать, не получил необходимой финансовой поддержки от местных предпринимательских кругов, а также помощи от Японии. Неудачей закончилась попытка Дитерихса расширить в сентябре 1922 года территорию Приамурского земского края путём наступления на Хабаровск. В октябре 1922 года Земская рать была разгромлена красными войсками. 20 октября 1922 года Дитерихс и его бойцы эвакуировались из Владивостока и Приамурский земский край прекратил существование.

## Предыстория

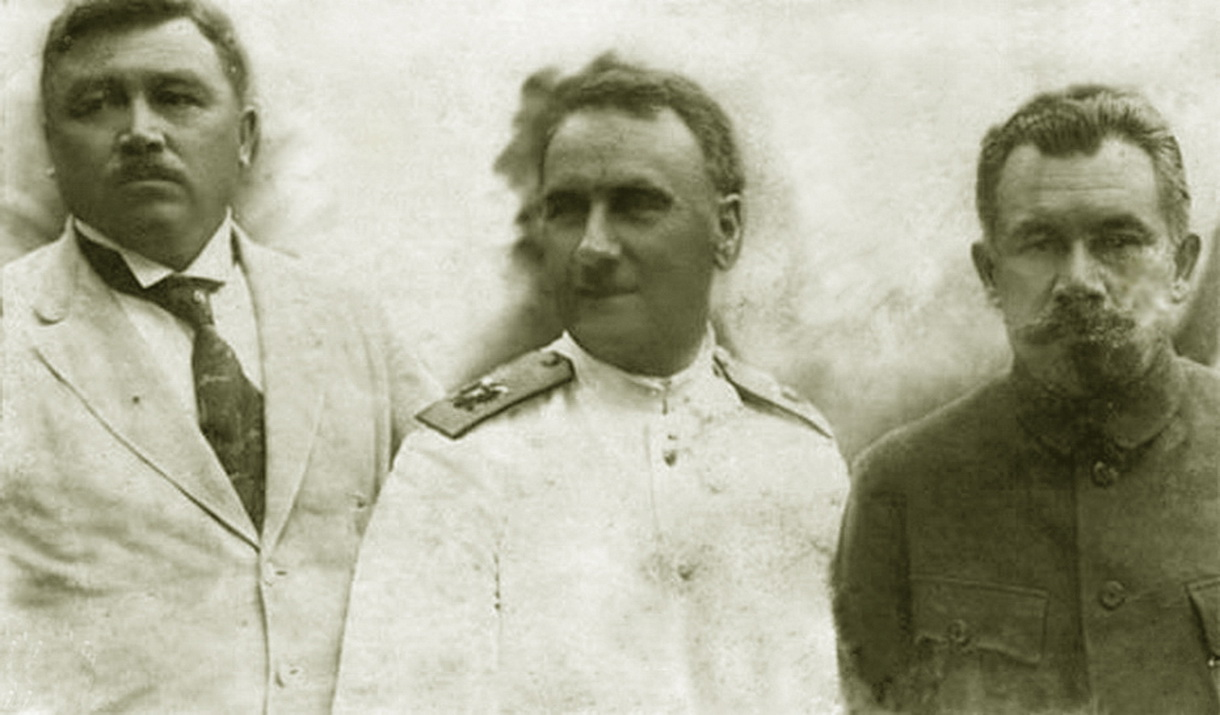
Члены Временного Приамурского правительства: министр иностранных дел Николай Дионисьевич Меркулов, адмирал Георгий Карлович Старк, председатель Спиридон Дионисьевич Меркулов

По мнению историка Ивана Саблина, до лета 1921 года во Владивостоке скорее всего не было монархических организаций.
26 мая 1921 года во Владивостоке белые повстанцы свергли правительство Приморской Земской Управы во главе с большевиком Василием Григорьевичем Антоновым. В результате власть перешла съезду несоциалистических организаций Дальнего Востока. Им было избрано Временное Приамурское правительство во главе со Спиридоном Дионисьевичем Меркуловым. Во Владивостоке тогда находились японские войска.
Возникло Приамурское государственное образование, где сформировалась группа сторонников монархической идеи. После этого за рубежом за рубежом активизировались русские монархисты. В Германии прошел с 28 мая по 6 июня 1921 года Первый монархический съезд русских эмигрантов. Большую роль в возникновении монархических структур во Владивостоке сыграли русские эмигранты, проживавшие в Харбине. Именно из Харбина прибыли во Владивосток лидеры монархистов, в том числе и князь Алексей Кропоткин.
Летом 1921 года во Владивостоке при поддержке епископа Нестора (он находился в Харбине) возникла первая монархическая организация «Царь и Народ» (позднее «Вера, Царь и Народ»). Эта организация опубликовала призыв митрополита Антония к антибольшевистским вооруженным силам Дальнего Востока. Антоний призывал к созданию народного ополчения для защиты «православной веры и русского обычая». Антоний заявил, что его призывы — аналогия призывам Нижегородской рати в ее походе на Москву в 1612 году. По словам Антония, главная цель нового ополчения — возродить «старую Россию, настоящую русскую православную Россию с царём из потомков патриарха Филарета и Михаила Фёдоровича Романова».
Был создан Комитет монархических организаций Дальнего Востока (в него вошла «Вера, Царь и Народ»), который послал телеграммы в Париж, Копенгаген и в Рапалло (великому князю Николаю Николаевичу Младшему) с просьбой «выяснить срочно имя князя династии», который согласился бы принять власть от владивостокского Земского собора и возглавить приморскую государственность.
По словам С. П. Руднева, центром монархических дискуссий осенью 1921 года стал Несоциалистический съезд. Монархисты рассматривали как создание независимого государства во главе с одним из Романовых, так и японский протекторат.
В декабре 1921 года в результате военной операции белые взяли Хабаровск, расширив территорию, подконтрольную Временному Приамурскому правительству на 600 верст. Части Народно-революционной армии Дальневосточной республики потерпели поражение. Затем фронт стабилизировался на полтора месяца. В феврале 1922 года части Народно-революционной армии Дальневосточной республики нанесли поражение белым и отбили Хабаровск. Это наступление было неожиданным, так как стояли сильные морозы и высокий снеговой покров, и все ожидали, что в военных действиях будет перерыв. Территория Приамурского государственного образования опять уменьшилась до Приморья.
В прокламации во Владивостоке 17 февраля 1922 года Приморский областной комитет РКП(б) призвал население остановить экономическую жизнь в Приморье. В июне 1922 года Япония объявила, что выведет войска из Приморской области к концу октября 1922 года, что сделало невозможным проект создания там японского протектората.
В этих условиях 26 июня 1922 года (через 2 дня после японского заявления о выводе войск) было принято Положение о Земском соборе Приамурского края.

## Состав участников собора
Согласно Положению от 26 июня 1922 года делегатами Собора были:
- Все члены Временного приамурского правительства;
- Представители духовенства (в том числе главный армейский мулла), армии, флота, гражданских ведомств, несоциалистических организаций, горожан-домовладельцев, сельского населения, органов городского самоуправления, земств, торгово-промышленного класса, православных приходов, общин староверов, высших учебных заведений, русского населения зоны отчуждения КВЖД и поселковых управлений.

Участие в соборе запрещалось коммунистам и их сторонникам, а также иным социалистам-интернационалистам. Собор открылся 23 июля 1922 года и на нем собралось (по данным Руднева) около 230 делегатов.
Был создан Президиум Собора во главе с Никандром Ивановичем Миролюбовым, в который вошли Руднев и Пётр Павлович Унтербергер. Почетными членами собора были избраны (но не прибыли на него):
- Тихон (патриарх Московский) (на соборе избран почетным председателем);
- Мефодий (Герасимов), архиепископ Харбинский и Маньчжурский;
- Филарет (Паршиков), старообрядческий епископ Казанский и Вятский.

## Место проведения и обстановка
Собор заседал на сцене Общедоступного театра Владивостока. Руднев отмечал, что сцену украсили под Грановитую палату — место проведения исторических Земских соборов. Над сценой были герб Российской империи и императорский штандарт. Стены зала покрыли российским национальным и государственным императорским флагами.
Перед столом Президиума стояла икона Иисуса Христа, по краям которой были образы архангелов и Святого Георгия. Каждое заседание начиналось с молебна.

## Принятые решения
Некоторые решения (как и исторические Земские соборы) Приамурский земский собор называл грамотами.
Собор принял следующие решения:
- «Грамота Приамурского Земского собора к русским людям великой Русской земли» (утверждена 3 августа 1922 года). В ней коммунисты были названы «инородцами» и поработителями, а участники собора — «русскими людьми, хранящими в сердцах своих пламенную любовь к гибнущей Родине». Единство русского народа описывалось через родство «по вере, по крови, по преданности национальным историческим заветам». Несоциалисты, работавшие на советскую власть, описывались как «невольники», а социалисты как враги. Грамота призывала к национальному сплочению вокруг владивостокского правительства, чтобы Бог «даровал единого Державного Вождя великодержавной Русской Земле»;
- Грамота, в которой «труды» правительства Меркулова признавались идущими на пользу «русского национального движения на пути к возвращению русскому народу свободу и восстановлению Государства Российского»;
- Передача верховной власти династии Романовых;
- Упразднение Временного Приамурского правительства и избрание 5 августа 1922 года временным (до того, как будет подобран кандидат на престол) диктатором генерала Михаила Дитерихса;
- Посылка двух делегаций за рубеж (их состав был избран на последнем заседании Собора 10 августа 1922 года). Одна делегация во главе с городским головой Владивостока Александром Ивановичем Ангодским была направлена в Токио — просить отсрочки вывода японских войск из Приморья. Вторая делегация, включавшая Спиридона Меркулова (назначен Дитерихсом), Миролюбова, Нестора, должна была отправиться в Европу — устанавливать связи с эмигрантскими кругами.

## Реализация решений собора

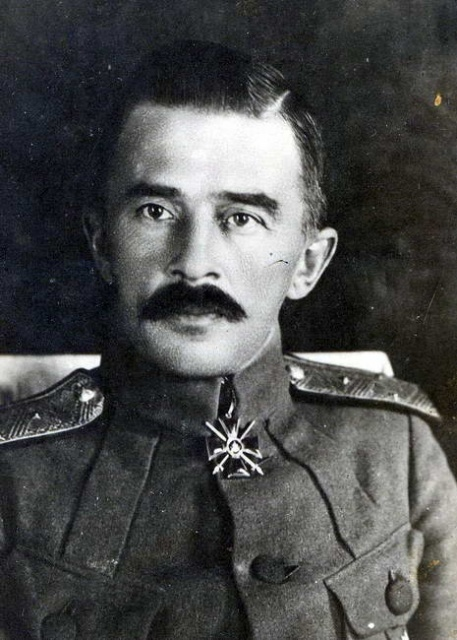
Земский воевода Михаил Константинович Дитерихс (фото 1918 года)

Решения Приамурского земского собора начали реализовывать сразу. 8 августа 1922 года Дитерихс был официально провозглашен правителем Приамурского государственного образования и издал указы, переименовав Приамурское государственное образование в Приамурский земский край. Дитерихс как земский воевода возглавил армию, переименованную в Земскую рать. Также Дитерихс приказал сформировать законосовещательную Земскую думу, куда вошли делегаты и назначенные члены (в том числе 1 от профсоюзов и 1 от мусульман). В будущем Дитерихс планировал созвать церковный собор.
В указе от 15 августа 1922 года Дитерихс описал будущее государственное устройство:
- Основная единица самоуправления — церковный приход (допускались приходы разных конфессий). Неверующие лишались гражданства Приамурского земского края и высылались;
- Церковный приход управлялся священником (религиозные вопросы) и назначенным председателем из числа жителей прихода.
- В приходе создавался приходской совет, избираемый по жребию из лиц старше 25 лет, свободных от уголовной ответственности. При жеребьевке граждане делились на группы по роду деятельности, образованию и имущественному положению. Приходской совет был органом, решавшим административные, хозяйственные, образовательные, судебные и финансовые вопросы (их должна была постепенно передать приходам центральная власть).

21 августа 1922 года газета «Вечер» опубликовала описание будущей системы, данное управляющим ведомством внутренних дел Василием Бабушкиным, согласно которому отменялась милиция, а все население вооружалось под контролем церковных приходов.
15 сентября 1922 года Дитерихс созвал съезд Дальневосточных национальных организаций в Никольск-Уссурийском. Этот съезд выразил Дитерихсу поддержку. Затем Дитерихс издал указы о всеобщей мобилизации, о церковных молебнах за победу над большевиками и о крупных денежных пожертвованиях, которые ожидались от Владивостока и Никольск-Уссурийского.
Была направлена телеграмма вдовствующей императрице Марии Фёдоровне и великому князю Николаю Николаевичу Младшему о том, что на Дальнем Востоке восстановлена монархия.
Однако не удалось ни собрать пожертвования (Торгово-промышленная палата и частные компании отказались дать деньги), ни мобилизовать в Земскую рать (многие подлежащие мобилизации бежали в Харбин, в Корею, в деревню и на Камчатку, а некоторые купили польское гражданство или румынское подданство). Японские дипломаты отказались предоставить боеприпасы и около 360 добровольцев остались без оружия.
Дитерихс приказал не проводить никаких репрессий к лицам, уклонившимся от мобилизации. Однако члены партий «коммунистов и социалистов-интернационалистов» вместе с членами семей были высланы в РСФСР и в Дальневосточную республику.
Миссия Ангодского в Токио, направленная Приамурским земским собором, провалилась. Спиридон Меркулов выехал в Японию и Канаду в сентябре 1922 годау.
Большевики вели пропаганду против Дитерихса и его Земской рати, прибегая к националистической риторике и обвиняя земского воеводу в сотрудничестве с японцами. В сентябре 1922 года Иероним Петрович Уборевич призвал белых повстанцев разойтись по домам, упрекая «русских офицеров и солдат» за то, что они «продают свою честь на служение иностранным капиталистам». Уборевич указывал, что стремление Дитерихса «притвориться верующим для использования темных, отсталых людей — смешная комедия и в то же время печаль русского народа». 19 октября 1922 года Уборевич объявил следующее:

Но пусть знает весь мир, что Народно-революционная армия, как армия великого русского народа, который не был побежден никем, даже японцами, разоруженной быть не может
В начале сентября 1922 года Земская рать начала наступление вдоль Уссурийской железной дороги — на Хабаровск. Однако наступление провалилось, чему способствовал позиция Японии, которая начала отводить войска. К 27 сентября 1922 года японские войска оставили Николаевск и берега Амура. Таким образом, в тылу войск Дальневосточной республики исчезли японские гарнизоны.
14 октября 1922 года у Монастырища Земская рать была разбита войсками Дальневосточной республики и Дитерихс приказал отступать. 20 октября 1922 года Дитерихс и около 7 тысяч человек (его бойцов и членов их семей) прибыли в Посьет, откуда их эвакуировали на японских транспортах. В тот же день группа сибирских областников провозгласила во Владивостоке Совет уполномоченных организаций автономной Сибири. Было сформировано правительство во главе с Анатолием Владимировичем Сазоновым (бывший эмиссар Временного Сибирского правительства и член Государственного экономического совещания Колчака). Приамурский земский край прекратил существование.

## Историческое значение
Приамурский земский собор стал единственной попыткой восстановления монархии в России в период гражданской войны. Историк Олег Рудольфович Айрапетов так оценил значение этой попытки:

Монархическая идея в ходе Гражданской войны проявилась только один раз. Она была поднята, как говорится, на знамя. Это в августе 1922 года, когда все было уже проиграно...

### Комментарии
1. 1 2  Под монархическими лозунгами также проходили Большеазясьское восстание и Сережское восстание; с именем великого князя Михаила Александровича выступали Р. Ф. Унгерн и И. Н. Соловьёв.